# Leptotyphlops pyrites
Leptotyphlops pyrites är en kräldjursart som beskrevs av  Thomas 1965. Leptotyphlops pyrites ingår i släktet Leptotyphlops och familjen Leptotyphlopidae. Inga underarter finns listade i Catalogue of Life.